# Ерік Валлеріус
Ерік Валлеріус (швед. Erik Wallerius, 16 квітня 1878 — 7 травня 1967) — шведський яхтсмен.
Олімпійський чемпіон 1912 року в класі 10 метрів, срібний призер 1908 року в класі 8 метрів.